# أوهانت
أوهانت قرية صناعية تقع في بلدية عين أمناس الواقعة بولاية إليزي، جنوب غرب الجزائر.